# Dietersdorf (Schwabach)

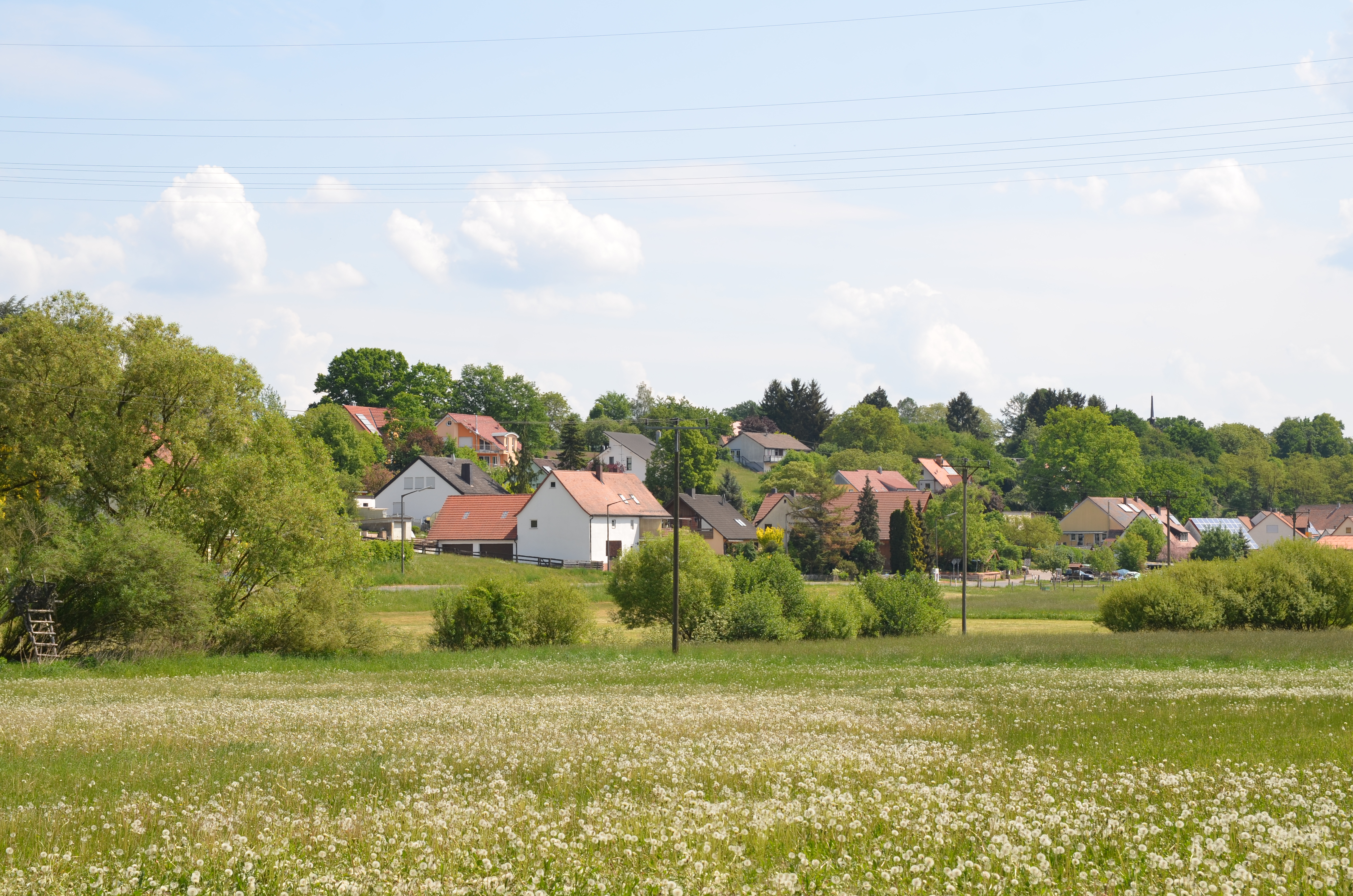
Dietersdorf, Blick aus westlicher Richtung mit dem Zwieselbachtal im Vordergrund

Dietersdorf (fränkisch: Dejdaschdoaf) ist ein Gemeindeteil der kreisfreien Stadt Schwabach (Mittelfranken, Bayern). Dietersdorf liegt in der Gemarkung Wolkersdorf.

## Geographie

### Lage
Das Pfarrdorf liegt etwa fünf Kilometer nordwestlich von Schwabach und elf Kilometer vom Zentrum von Nürnberg entfernt in einem Ur-Donautal. Der Zwieselbach durchfließt den Ort. Im Norden liegt das Flurgebiet Weingarten, im Süden das Wirtsfeld, im Osten der Rotenberg, im Südosten der Heroldsberg, im Südwesten das St. Peterholz und im Westen der Holzgraben. Die Kreisstraße RH 11/SC 1 führt nach Nemsdorf (1,5 km westlich) bzw. nach Wolkersdorf zur Bundesstraße 2 (2,3 km östlich). Eine Gemeindeverbindungsstraße führt nach Krottenbach (1,8 km nordöstlich).

### Geologie
Der Landschaftsraum von Dietersdorf wird durch Sandsteinkeuper bestimmt. Die Keuperlandschaft weist eine klassische Schichtabfolge entlang des Zwieselbaches auf. Auf den tonigen Lehrbergschichten der Steigerwald-Formation lagern Blasensandstein und Coburger Sandstein der Hassberge-Formation. Die Talaue wird durch quartäre Talfüllungen bedeckt.
Auf dem Sandsteinkeuper haben sich Braunerdeböden entwickelt. In der Talaue des Zwieselbaches dominieren hingegen grundwasserbeeinflusste Böden wie Gley. Kleinräumig tritt Pseudogley auf.

## Geschichte
Im 13. Jahrhundert wurde der Ort als „Dietrichstorff“ erstmals urkundlich erwähnt. Das Bestimmungswort des Ortsnamens ist Dietrich, der Personenname des Gründers. Der Ort gehörte zur Hofmark Schwabach, die ursprünglich in Besitz des Klosters Ebrach war. 1281 wurde die Hofmark an Rudolf von Habsburg verkauft. Die Burggrafschaft Nürnberg hatte im Ort Ansprüche, in deren Nachfolge die Markgrafschaft Ansbach. In den markgräflichen Salbüchern von 1434 und 1530 wurde für „Dietersdorff“ ein Gut verzeichnet, das jährlich ein Vogthuhn als Gefälle zu leisten hatte. Das Kloster Ebrach verkaufte seine grundherrschaftlichen Ansprüche an Nürnberger Patrizier, so dass 1623 7 von 10 Anwesen nürnbergisch waren.
1732 gab es laut den Oberamtsbeschreibungen von Johann Georg Vetter in Dietersdorf 14 Anwesen, von denen 7 Anwesen dem Fürstentum Ansbach (Kastenamt Schwabach: 6, Spital Schwabach: 1) unterstanden und 7 Anwesen nürnbergischen Hintersassen. Gegen Ende des 18. Jahrhunderts gab es in Dietersdorf 16 Anwesen. Das Hochgericht übte das brandenburg-ansbachische Oberamt Schwabach aus. Die Dorf- und Gemeindeherrschaft hatte das Kastenamt Schwabach. Grundherren waren das Fürstentum Ansbach (Kastenamt Schwabach: 1 Halbhof mit Tafernwirtschaft, 1 Köblergut, 3 Leerhäuser, 1 Schmiede; Stadtrichteramt Schwabach: 1 Leerhaus), die Reichsstadt Nürnberg (Amt St. Klara und Pillenreuth: 1 Ganzhof; Amt St. Katharina: 1 Halbhof, 1 Köblergut, 1 Leerhaus), der Nürnberger Eigenherr von Fürer (3 Halbhöfe) und ein Herr Pflieger zu Hersbruck (1 Ganzhof). Neben den Anwesen gab es noch die Pfarrkirche und kommunale Gebäude (Hirtenhaus, Schule). 1799 gab es im Ort 14 Anwesen, von denen 7 dem Oberamt Schwabach unterstanden und 7 nürnbergischen Fremdherren.
Von 1797 bis 1808 unterstand der Ort dem Justiz- und Kammeramt Schwabach. 1806 kam Dietersdorf an das Königreich Bayern. Im Rahmen des Gemeindeedikts wurde 1808 der Steuerdistrikt Dietersdorf gebildet. Zur Sektion I gehörten Dietersdorf, Holzheim und Mühlhof, zur Sektion II Oberbaimbach, Raubershof, Unterbaimbach und Wolkersdorf. 1818 entstand die Ruralgemeinde Dietersdorf, die deckungsgleich mit dem Steuerdistrikt war mit Ausnahme von Mühlhof, das der Ruralgemeinde Deutenbach zugewiesen wurde. Die Ruralgemeinde Dietersdorf war in Verwaltung und Gerichtsbarkeit dem Landgericht Schwabach zugeordnet und in der Finanzverwaltung dem Rentamt Schwabach (1919 in Finanzamt Schwabach umbenannt). Ab 1862 gehörte Dietersdorf zum Bezirksamt Schwabach (1938 in Landkreis Schwabach umbenannt). Die Gerichtsbarkeit blieb beim Landgericht Schwabach (1879 in Amtsgericht Schwabach umbenannt). Die Gemeinde hatte 1952 eine Gebietsfläche von 13,335 km². Nach 1950 wurde Gemeindegebiet an die Stadt Nürnberg abgetreten, so dass sich die Fläche auf 12,213 km² verringerte.
Am 14. Oktober 1959 wurde die Gemeinde nach Wolkersdorf umbenannt. Am 30. Juni 1972 wurde diese im Zuge der Gebietsreform in Bayern aufgelöst: Dietersdorf, Oberbaimbach, Raubershof, Unterbaimbach und Wolkersdorf wurden nach Schwabach eingegliedert und Holzheim nach Nürnberg.

### Baudenkmäler
- Alte Dietersdorfer Str. 2: Pfarrhaus[18]
- Alte Dietersdorfer Str. 12: Bauernhaus[18]
- Kirchenberg 5: Evang.-luth. Pfarrkirche St. Georg[18]

### Einwohnerentwicklung
Gemeinde Dietersdorf
| Jahr      | 1818   | 1840   | 1852   | 1855   | 1861   | 1867   | 1871   | 1875   | 1880   | 1885   | 1890   | 1895   | 1900   | 1905   | 1910   | 1919   | 1925   | 1933   | 1939   | 1946   | 1950   | 1952   | 1961   | 1970   |
| Einwohner | 499    | 561    | 675    | 667    | 736    | 644    | 647    | 658    | 703    | 678    | 650    | 662    | 642    | 680    | 785    | 837    | 957    | 1174   | 1400   | 2182   | 2205   | 2280   | 2677   | 3546   |
| Häuser    | 88     | 95     |        |        |        |        | 112    |        |        | 109    | 116    |        | 130    |        |        |        | 154    |        |        |        | 328    |        | 539    |        |
| Quelle    | [ 20 ] | [ 21 ] | [ 22 ] | [ 22 ] | [ 23 ] | [ 24 ] | [ 25 ] | [ 26 ] | [ 27 ] | [ 28 ] | [ 29 ] | [ 22 ] | [ 30 ] | [ 22 ] | [ 31 ] | [ 22 ] | [ 32 ] | [ 22 ] | [ 22 ] | [ 22 ] | [ 14 ] | [ 22 ] | [ 15 ] | [ 33 ] |

Ort Dietersdorf
| Jahr      | 001818 | 001840 | 001861 | 001871 | 001885 | 001900 | 001925 | 001950 | 001961 | 001970 | 001987 | 002017 | 002020 |
| Einwohner | 139    | 169    | 206    | 171    | 183    | 174    | 229    | 496    | 560    | 688    | 613    | 729    | 716    |
| Häuser    | 24     | 20     |        |        | 32     | 34     | 37     | 53     | 110    |        | 184    |        |        |
| Quelle    | [ 20 ] | [ 21 ] | [ 23 ] | [ 25 ] | [ 28 ] | [ 30 ] | [ 32 ] | [ 14 ] | [ 15 ] | [ 33 ] | [ 34 ] | [ 35 ] | [ 1 ]  |

## Religion
Seit dem 13. Jahrhundert gab es die St. Peterskapelle, die auf einem Bergrücken zwischen Dietersdorf und Oberbaimbach errichtet wurde. Daran erinnert heute noch die Flurnamen St. Peterholz, Kapellenacker und Petersacker. 1616 wird berichtet, dass die Kapelle bereits abgebrochen war. Im Tal wurde im 15. Jahrhundert die St. Michaelskirche errichtet, die 1914 abbrannte und durch die St. Georgskirche ersetzt wurde. Diese Kirche ist die einzige Jugendstilkirche in der Region.
Bis 1836 war Dietersdorf eine Filiale der Stadtkirche St. Johannes und St. Martin (Schwabach). Der erste selbstständige Pfarrer bezog 1849 die Pfarrei Dietersdorf. Zu der evangelisch-lutherischen Pfarrei gehören die Ortschaften Ober- und Unterbaimbach, Holzheim und Nemsdorf sowie ein Teil von Wolkersdorf. Die Einwohner römisch-katholischer Konfession gehören zur Kirchengemeinde St. Hedwig (Dietersdorf), einer Filiale der Pfarrei Heilige Familie (Nürnberg).

## Gewerbe
Dietersdorf verfügt über eine größere Anzahl von Gewerbetreibenden. Neben der alteingesessenen Schreinerei und einem Metallverarbeitungsbetrieb bzw. einer Schmiede findet man eine Schnapsbrennerei, eine Zimmerei, einen Blumenladen und eine Metzgerei sowie ein Geschenkelädchen und eine Elektrofirma.